# Neodohrniphora tonhascai
Neodohrniphora tonhascai är en tvåvingeart som beskrevs av Brown 2001. Neodohrniphora tonhascai ingår i släktet Neodohrniphora och familjen puckelflugor. Inga underarter finns listade i Catalogue of Life.